# Onome Sodje
Onome Sodje (Warri, 17 luglio 1988) è un ex calciatore nigeriano, di ruolo attaccante.

## Carriera
Ha giocato nella massima serie dei campionati slovacco, maltese, algerino ed albanese, e nella seconda divisione inglese.